# Hoheitsbetrieb
Hoheitsbetriebe sind Betriebe von juristischen Personen des öffentlichen Rechts, die überwiegend der Ausübung der öffentlichen Gewalt dienen (vgl. § 4 Abs. 5 Satz 1 KStG sowie R 9 KStR). Sie sind zu unterscheiden von den Betrieben gewerblicher Art.

## Rechtslage in Österreich
Hoheitsbetriebe unterliegen in Österreich nicht der Körperschaftssteuer. Als solche gelten jedenfalls Wasserwerke (überwiegend zur Trinkwasserversorgung), Forschungsanstalten, Wetterwarten, Friedhöfe, Anstalten zur Nahrungsmitteluntersuchung, zur Desinfektion, zur Müllbeseitigung und zur Leichenverbrennung (vgl. § 2 Abs. 5 KstG). 